# 36.ª Brigada Mixta (Ejército Popular de la República)
La 36.ª Brigada Mixta fue una de las Brigadas Mixtas creadas por el Ejército Popular de la República para la defensa de la Segunda República Española durante la Guerra Civil Española.

## Historial
La brigada se formó el 1 de enero de 1937 en el frente de Madrid a partir de la antigua columna Prada y quedó integrada en la 4.ª División del II Cuerpo de Ejército, cubriendo el Frente de Usera. Su primer comandante fue el mayor de milicias Justo López de la Fuente, que anteriormente había comandado el famoso "Batallón Acero" del 5.º Regimiento.
A pesar de que el mando franquista decidió no asaltar Madrid, Usera seguía siendo un frente "caliente". La 36.ª BM logró rechazar dos ataques rebeldes contra sus líneas que se produjeron en los días 13 y 15 de enero, y nuevamente durante los días 25 y 28 de ese mismo mes. Durante los siguientes meses bajo el mando de Justo López se emprendió una importante labor de fortificación en Usera. A partir del 20 de febrero comenzarán los combates por el control de varias posiciones clave del frente: «Casa Derruida», «Trinchera de la Muerte» y «Vértice Basurero». Los combates de posiciones y trincheras volverán a reproducirse el 23 de marzo, el 7 de mayo, y durante el mes de julio. Pero ante los contragolpes de la 36.ª BM, el 28 de septiembre las fuerzas franquistas hubieron de retirarse de estas posiciones conquistadas, que fueron definitivamente ocupadas por la brigada. Posteriormente pasó a quedar agregada a la 65.ª División.
En junio de 1938, la 36.ª Brigada Mixta fue encuadrada en la 53.ª División del XX Cuerpo de Ejército y se dirigió al frente de Levante, donde llegaría el 28 de junio. A comienzos de julio las fuerzas de la 53.ª División no lograron resistir la presión enemiga y hubieron de retirarse de Nules y Villavieja, logrando establecer nuevas posiciones defensivas a la altura de la Vall de Uxó y Alfondeguilla. Lograron resistir todos los asaltos del enemigo hasta el 21 de julio, momento en que la Ofensiva de Levante quedó definitivamente detenida. Entre el 7 y el 10 de noviembre la brigada participó en un fallido ataque sobre Nules y Castellón, tras lo cual no volvería a intervenir en ninguna otra operación hasta el final de la contienda, permaneciendo en este frente.

## Túnel de la muerte de Usera
Tras el final de la contienda y la entrada del Ejército franquista en Madrid, en el barrio de Usera se encontró una fosa común con varias decenas de cadáveres. La posterior Causa General franquista consideró que habían sido oficiales y miembros de la 36.ª Brigada Mixta los responsables de estas ejecuciones extrajudiciales. En cualquier caso, el episodio del «Túnel de la muerte» de Usera ha sido escasamente estudiado por los especialistas e historiadores, y no se conocen realmente sus verdaderas implicaciones o circunstancias. Durante la posguerra algunos miembros de la brigada considerados responsables o partícipes de los asesinatos fueron juzgados y ejecutados. El propio Justo López de la Fuente fue detenido por la policía franquista en una redada de 1964 y condenado a largas penas de cárcel, falleciendo en prisión por un cáncer.

## Mandos
Comandantes
- Mayor de milicias Justo López de la Fuente
- Capitán de milicias Ramón Sánchez López

Comisarios
- Ricardo López Pereda;
- Eladio López Poveda, del PCE;[9]